# Rovianarall
Rovianarall (Gallirallus rovianae) är en fågel i familjen rallar inom ordningen tran- och rallfåglar. Den förekommer endast i ögruppen New Georgia i Salomonöarna. IUCN kategoriserar arten som nära hotad.

## Utseende och läte
Rovianarallen är en flygoförmögen rall med enfärgat rostrött på rygg och hals, grå strupe och smalt ögonbrynsstreck. Undersidan är. tvärbandad i brunt och vitt. Näbben är mörk. Arten liknar rostbandad rall, men denna har svartvit tvärbandning undertill och ovansidan är mycket ljusare. Lätet rapporteras vara ett snabbt upprepat "ki-ti-ki-ti-ki-ti".

## Utbredning och systematik
Fågeln är endemisk för ögruppen New Georgia i Salomonöarna. Den behandlas som monotypisk, det vill säga att den inte delas in i några underarter.

## Levnadssätt
Rovianarallen hittas i en rad olika miljöer, även i ungskog och till och med trädgårdar.

## Status
Rovianarallen tros ha ett litet bestånd, men verkar gynnas av avskogning, så pass att den till och med möjligen ökar i antal. Internationella naturvårdsunionen IUCN kategoriserar arten som livskraftig.